# Miramar (restaurant)
Miramar és un restaurant situat al Passeig Marítim de Llançà, a l'Alt Empordà, i dirigit pel xef Paco Pérez i la seva esposa, la maître Montse Serra.
El restaurant Miramar del xef Paco Pérez, que disposa de dues Estrelles Michelin, la primera aconseguida l'any 2006 i la segona l'any 2010, fou reconegut el 2014 per l'Acadèmia Catalana de Gastronomia, justament quan complia 75 anys d'esforç i dedicació a la cuina, com al millor restaurant d'aquell any, reconeixent d'aquesta manera la feina del seu xef, un dels grans noms de la cuina d'avantguarda nacional i internacional. La família de la Montse Serra, la seva dona, regentava el que va ser sempre un negoci familiar des de 1939. L'evolució del local va convertir l'antic xiringuito en restaurant a la dècada dels quaranta i, poc després, també en pensió i en hotel. La Montse, filla de Llançà, va conéixer el Paco el 1984, quan va arribar al restaurant a treballar de cuiner. La cuina d'avantguarda ha convertit l'hotel Miramar de Llançà en un lloc de peregrinació per a gourmets contemporanis de tot el planeta. Paco Pérez ha apostat per una cuina d'arrels i proximitat on la creativitat inunda tots els plats. El 1997 va fer el salt d'una cuina marinera clàssica a un nou concepte. D'ençà que es casà amb Montse Serra, Paco Pérez afronta amb ella l'evolució del tradicional hostal Miramar a una nova cuina d'avantguarda. L'any 2024 des del restaurant s'obre "A mà", una rebotiga on se serveix, a través d'una finestra al carrer, pa, brioixeria i altres productes artesans de la casa.